# Gabriel Cognacq
Gabriel Cognacq (9 de octubre de 1880, París - 7 de junio de 1951, Seraincourt) fue un propietario de grandes almacenes, coleccionista de arte y filántropo francés.

## Biografía
Nació en una familia modesta de empleados comerciales. Después de completar su educación básica en el Collège Stanislas, asistió a la HEC Paris donde, en 1904, obtuvo el título de Doctor en Derecho. Desde 1902 trabajaba en La Samaritaine, unos grandes almacenes fundados en 1869 por Ernest Cognacq y su esposa Marie-Louise Jaÿ; El tío abuelo y la tía de Gabriel. Como no tenían hijos, adoptaron a Gabriel y lo convirtieron en su único heredero. En 1911 se casó con Jeanne Voelckel. Tuvieron un hijo; Felipe (1914-2012).
De 1914 a 1918, sirvió en la Primera Guerra Mundial. Mientras estuvo ausente, en 1916, Ernest y Marie-Louise crearon la Fundación Cognacq-Jay, una organización benéfica que apoya residencias de ancianos, hospitales y escuelas. Tras la muerte de Ernest en 1928, Gabriel asumió la dirección de La Samaritaine y la Fundación.
Ernest y Marie-Louise también habían acumulado una importante colección de arte. Gran parte pasó a la ciudad de París. Desde 1929, la colección, compuesta principalmente por artes y oficios del siglo XVIII, se exhibe en el Museo Cognacq-Jay. Las obras más recientes y la artesanía asiática fueron heredadas por Gabriel. Pronto hizo ampliaciones a la colección; incluyendo una gran cantidad de impresiones. Durante la década de 1930 apoyó a otros museos; comprar propiedades para el propuesto Musée Bourdelle y desempeñarse como presidente del Museo Rodin. En 1938, fue elegido miembro de la Academia de Bellas Artes, donde ocupó el puesto número 6 en la sección "No adjuntos". También fue miembro de numerosas sociedades artísticas y fue elegido presidente del Consejo de Museos Nacionales.
Durante la Guerra civil española, ayudó al Museo del Prado a transportar su colección a Ginebra. En 1939, tras la declaración de guerra francesa a Alemania, puso a disposición del Louvre las furgonetas de reparto de La Samaritaine para transportar su colección a la relativa seguridad del castillo de Chambord. Continuó apoyando causas caritativas durante toda la guerra. En 1941, fue nombrado miembro del Consejo Nacional de la Francia de Vichy. Cuando cayó el gobierno de Vichy, fue acusado de colaboracionista. La hostilidad pública resultante lo llevó a subastar su colección de arte, en lugar de donarla al Louvre, como había planeado originalmente. Las ganancias se destinaron a la Fundación.

## Otras lecturas
- Francis Rouget: "La Collection Gabriel Cognacq à la Galerie Charpentier", en: Le Monde, 30 de abril de 1952
- Louis Hautecœur: Notice sur la vie et les travaux de Gabriel Cognacq. Académie des Beaux-Arts. Didot, Paris 1953